# غرب
غَرب یا باختَر یکی از چهار جهت اصلی است و در نقشه‌هایی که جهت شمال در بالایشان باشد، در سمت چپ است. باختر نقطه روبروی خاور است و °۹۰ با شمال (هودر) و جنوب (دشتر) اختلاف زاویه دارد و خود در زاویه °۲۷۰ جای دارد. این سو، سویِ فرورفتنِ (غروب) خورشید است.
| جهت‌های جغرافیایی                                                                                       |
| --- |
| شمال (اپاختر، هودر) شمال شرقی شرق (خاور) جنوب شرقی جنوب (نیمروز، دشتر) جنوب غربی غرب (باختر) شمال غربی |

## ریشه‌شناسی
«غرب» یک واژهٔ عربی است و برابر فارسی آن «باختر» است. باختر ریشه در «اپاختر» دارد که در زبان اوستایی به معنای شمال بوده‌است. این واژه همچنین نام یک منطقه در نزدیکی «بلخ» امروزی بوده‌است.
در گذشته باختر در معنای خاور نیز به کار می‌رفته اما برای فرهنگ‌نویسان کنونی و در نوشته‌های امروزی در معنای غرب به کار می‌رود.

## جهت‌یابی
برای رفتن به غرب با استفاده از قطب‌نما برای ناوبری (در مکانی که شمال مغناطیسی، همان جهت شمال واقعی باشد) باید یک یاتاقان یا آزیموت را روی ۲۷۰ درجه تنظیم کرد. غرب، سمتی است که خورشید به سویش می‌رود. در نقشه‌ای با شمال در بالا، غرب، در سمت چپ است.

## آب و هوا
با توجه به جهت چرخش زمین، بیشتر بادها در بسیاری از نقاط در عرض‌های جغرافیایی میانی (یعنی میان ۳۵ تا ۶۵ درجه عرض جغرافیایی) از سمت غرب می‌وزند که به غرب‌وزان‌ها معروف اند.

## فرهنگ
در ایران و بسیاری از نقاط جهان، واژهٔ «غرب» بیشتر برای اشاره به جهان غرب به کار می‌رود که شامل اتحادیه اروپا، کشورهای EFTA، قاره آمریکا و کشورهای متأثر از ایشان و متحد با ایشان مانند استرالیا و نیوزیلند است.
مفهومِ «بخش غربی زمین» را می‌توان در امپراتوری روم غربی و مسیحیت غربی نیز دید. در طول جنگ سرد، «غرب» بیشتر برای اشاره به اردوگاه ناتو در برابر پیمان ورشو و کشورهای غیرمتعهد بکار برده می‌شد. این واژه به جز در کاربرد جغرافیایی (نقشه، ناوبری و مانندشان) در کاربردهای فرهنگی-سیاسی، تعریفِ دقیقی ندارد.

## معانی نمادین
در بودیسم چینی، غرب، نشان‌دهندهٔ حرکت به سوی بودا یا روشنگری است. (بنگرید به سیر باختر). آزتک‌های باستانی باور داشتند که غرب، قلمرو الهه بزرگ آب، غبار و ذرت است. در مصر باستان، غرب به عنوان دریچه‌ای برای ورود به جهان پایین در نظر گرفته می‌شد و جهت اصلی در ارتباط با مرگ در نظر گرفته می‌شد. البته همیشه هم بار معنایی منفی نداشت. مصریان باستان همچنین باور داشتند که الهه آمنت، مظهر غرب است. سلت‌ها بر این باور بودند که فراتر از دریای غربی، در لبه‌های همهٔ نقشه‌ها، جهانِ پس از مرگ قرار دارد.
در یهودیت، غرب، سوی شکینای خدا است. در تاریخ یهودیان، میشکان و معبد اورشلیم رو به شرق بوده‌اند. برپایۀ کتاب مقدس، بنی‌اسرائیل از رود اردن به سمت غرب به سرزمین موعود رفتند. در اسلام، کعبه برای هندیان و در خود شهر مکه، رو به غرب است.
در ادبیات آمریکایی (مانند در گتسبی بزرگ) حرکت غرب گاهی نمادی از دستیابی به آزادی است که شاید برداشتی معنایی و استعاری از غرب وحشی است (همچنین بنگرید به مانیفست سرنوشت).